# Мякининское шоссе
Мяки́нинское шоссе — улица в Красногорске, соединяющая МКАД и Новорижское шоссе. Имеет три перекрёстка: с улицами Василия Ботылева, 1-й Мякининской и Новорижским шоссе.
Шоссе проходит по Мякининской пойме, рядом с Живописной бухтой Москвы-реки и Липовой рощей. В Живописной бухте расположен пляж.

## Этимология
Вместе с пятью одноимёнными улицами и станцией метро, Мякининское шоссе получило своё название по бывшей деревне, расположенной в этой местности. Деревня Мякинино с сёлами Строгино и Крылатское входила в состав Хорошевской конюшенной волости и в XVII веке находилась во владении царя Михаила Фёдоровича Романова. Первые упоминания о деревне датируются 1704 годом, хотя существует версия, что поселение было более древним — в XIII веке в нём жили славяне-вятичи. Название деревни происходит от слова «мякинница» — ямы для хранения овощей.

## Современность
В 2014 году на МКАД были пронумерованы все съезды, пересечение с Мякининским шоссе получило номер 63В.
Вертолетная компания «Аэросоюз» и «НДВ-Недвижимость» запланировали создание крупнейшего в Европе вертолётного хаба в Мякининской пойме, на съезде со МКАД на Новорижское шоссе. Проект предусматривал строительство инфраструктуры, стоянки и сервиса для 200 вертолётов на территории 3 га. Инвестиции на первой части реализации проекта составили около 50 млн долларов. Строительство было завершено в 2014 году. В 2018-м проходила реставрация дорожного полотна на участке от автомобильной дороги федерального значения М-9 «Балтия» до МКАД.